# 梨木香歩
梨木 香歩（なしき かほ、1959年 - ）は、日本の児童文学作家、絵本作家、小説家。
『西の魔女が死んだ』(1994年)、『裏庭』(1996年)などが高い評価を受ける。叙情性豊かな作風で幅広い読者を獲得。『家守綺譚』(2004年)が本屋大賞第3位に入賞。ほかに『村田エフェンディ滞土録』(2004年)、『ピスタチオ』(2010年)、『海うそ』(2014年)など。
中学入試などの問題にも多く取り上げられている

## 来歴・人物
鹿児島県出身。同志社大学神学部卒業。イギリスに留学し、児童文学者のベティ・モーガン・ボーエンに師事する。ガブリエル・ガルシア＝マルケス『百年の孤独』を愛読書の一つに挙げており、新潮社版『ガルシア＝マルケス全小説』では同作の解説を担当した。カヤックの愛好者でもある。時に宗教への思いが強く表れるが、特定の宗教には帰依していない。

## 受賞歴
- 『西の魔女が死んだ』で日本児童文学者協会新人賞、新美南吉児童文学賞、小学館文学賞を受賞
- 『裏庭』で児童文学ファンタジー大賞を受賞
- 『家守綺譚』で本屋大賞3位入賞[1]
- 『沼地のある森を抜けて』で第5回（2005年度）センス・オブ・ジェンダー賞大賞を受賞[2]。同作品で第16回（2006年度）紫式部文学賞を受賞
- 『渡りの足跡』で第62回（2010年度）読売文学賞随筆・紀行部門を受賞

## 作品リスト

### 小説
西の魔女が死んだ
文庫版には続編「渡りの一日」（初出『日本児童文学』1996年1月号）を収録。まいの母親の台詞も加筆された（梨木は「感情移入してしまったため」と話している）。2005年3月NHKラジオ第1・FM同時放送の「ラジオ深夜便・深夜便小劇場」にてラジオドラマ化。アスミック・エースエンタテインメントが映画権を取得し、長崎俊一監督により制作された。2008年6月より全国公開された。2017年刊行の新潮社版ではサイドストーリーとして「ブラッキーの話」（初出『ひろがる言葉　小学国語6上』、改稿）、「冬の午後」（初出「ネバーランド」vol.11、改稿）、書き下ろし短編「かまどに小枝を」が併録されている。
図書館で読んでいた『オズの魔法使い』の中で目にしたフレーズ（本作タイトル）から話を膨らませた。
- 単行本：楡出版 ISBN 4-931266-16-9 1994年4月 装幀：長新太
- 新装版：小学館 ISBN 4-09-289610-7 1996年3月 装画：野中ともそ
- 文庫版：新潮文庫 ISBN 4-10-125332-3 2001年7月 カバー装画：早川司寿乃
- 単行本：新潮社 ISBN 978-4-10-429911-9 2017年4月

丹生都比売
新潮社版では「梨木香歩作品集」というサブタイトルを付け、表題作の他に8編の作品を併録。
- 出版工房原生林 ISBN 4-87599-073-1 1995年11月
- 新潮社 ISBN 978-4-10-429910-2 2014年9月

エンジェル エンジェル エンジェル
単行本と文庫版では内容と結末が大きく異なる。
- 出版工房原生林 ISBN 4-87599-074-X 1996年4月
- 新潮文庫 ISBN 4-10-125335-8 2004年2月 カバー装画：早川司寿乃

裏庭
- 理論社 ISBN 4-652-01126-1 1996年11月
- 新潮文庫 ISBN 4-10-125331-5 2000年12月 カバー装画：早川司寿乃

からくりからくさ
まず「世界は一枚の織物」というキーワードが浮かび執筆された（この言葉は登場人物の台詞として作中に登場）。梨木香歩自身も自宅の庭の植物を食卓に並べているという。
- 新潮社 ISBN 4-10-429901-4 1999年5月
- 新潮文庫 ISBN 4-10-125333-1 2001年12月 カバー装画：早川司寿乃

りかさん
『からくりからくさ』以前にあたる物語。文庫版には『からくりからくさ』との関連で「ミケルの庭」収録。
- 偕成社 ISBN 4-03-744420-8 1999年12月
- 新潮文庫 ISBN 4-10-125334-X 2003年6月 カバー装画：早川司寿乃

家守綺譚
題字：神木野啼鹿 写真：広瀬達郎 見返し：神坂雪佳「白鷺」「巴の雪」
全編書き下ろし。文庫版は綿貫征四郎の随筆「烏蘞苺記（やぶがらしのき）」を追加収録。2005年2月 - 3月、NHK-FM青春アドベンチャー内にてラジオドラマ化された（全10回）。
関西にある梨木の仕事場が綿貫の家のモデル（実際には池は無い）。
梨木はこの作品を「料理人が作る自分用の賄いのようなもの」と位置づけている。『沼地のある森を抜けて』で敢えて得意分野とする植物を登場させないという選択をしたため執筆に行き詰まることがあり、バランスを保つために平行して書くようになったのが本作のきっかけである。
- 新潮社 ISBN 4-10-429903-0 2004年1月
- 新潮文庫 ISBN 4-10-125337-4 2006年9月

村田エフェンディ滞土録
初出「本の旅人」2002年10月号 - 2003年10月号連載。2005年度高校生向け指定課題図書。
- 角川書店 ISBN 4-04-873513-6 2004年4月 装丁・挿絵：中村智
- 角川文庫 ISBN 4-04-385301-7 2007年5月

沼地のある森を抜けて
「フリオのために」のみ初出『小説新潮』2003年6月号（新潮社）。加筆修正の上で単行本化となった。FMシアターにてラジオドラマ化（2005年10月）。「自己と他者の境界」というテーマに対し『ぐるりのこと』でエッセイの限界まで書き切ったが、その先は物語へもちこまなければ表現し切れないとの思いで書き始められた。「生命」というテーマに真正面から取り組んだ結果が約4年という執筆期間であり、命がけの仕事だったとさえ語っている。刊行予定時のタイトルは『沼地の向こう草原の果て』。
- 新潮社 ISBN 4-10-429905-7 2005年8月30日 装丁：牛島孝
- 新潮文庫 ISBN 978-4-10-125339-8 2008年12月1日

この庭に - 黒いミンクの話
『からくりからくさ』関連（以後）の物語である。
- 理論社 ISBN 4-652-07793-9 2006年12月 装丁・挿絵：須藤由希子

f植物園の巣穴
- 朝日新聞出版 ISBN 978-4-02-250588-0 2009年5月
- 朝日文庫 ISBN 978-4-02-264667-5 2008年12月1日

ピスタチオ
- 筑摩書房 ISBN 978-4-480-80428-0 2010年10月
- ちくま文庫 ISBN 978-4-480-43224-7 2014年11月

僕は、そして僕たちはどう生きるか
- 理論社 ISBN 978-4-652-07979-9 2011年4月
- 岩波現代文庫 ISBN 978-4-00-602258-7 2015年2月

雪と珊瑚と
- 角川書店 ISBN 978-4-04-110143-8 2012年4月 装幀名久井直子・挿画唐津のり子
- 角川文庫 ISBN 978-4-04-103010-3 2015年6月

冬虫夏草
『家守綺譚』の続編。
- 新潮社 ISBN 978-4-10-429909-6 2013年10月
- 新潮文庫ISBN 978-4-10-125343-5 2017年5月

海うそ
- 岩波書店 ISBN 978-4-00-022227-3 2014年4月
- 岩波現代文庫 ISBN 978-4-00-602298-3 2018年4月

椿宿の辺りに
- 朝日新聞出版 ISBN 978-4-02-251610-7 2019年5月

### 絵本（文）
ペンキや
絵・出久根育
作中のペンキ屋のおばさんは梨木自身の体験がモデルであるという。『はるさんがきた』（越智のりこ著）で出久根育を知り挿絵を依頼した。
- 理論社 ISBN 4-652-04022-9 2002年12月

蟹塚縁起
絵・木内達朗
梨木は基本的に文章を書き上げてから編集者らとともに挿絵担当を探す。木内達朗への依頼は『氷河ねずみの毛皮』（宮沢賢治著）の絵に魅了されたのがきっかけ。
- 理論社 ISBN 4-652-04023-7 2003年2月

マジョモリ
絵・早川司寿乃
早川には挿絵の他に『西の魔女が死んだ（文庫版）』の解説を依頼しており、フィーリングが近く親交が深い。春を描いた本作がとても良く、いずれ秋の物語もと予定している。なお、木花咲耶姫は茨城県岩間町（現・笠間市）の羽梨山神社に実際に祭られている。
- 理論社 ISBN 4-652-04025-3 2003年5月

ワニ - ジャングルの憂鬱 草原の無関心
絵・出久根育
- 理論社 ISBN 4-652-04031-8 2004年1月

### エッセイ
春になったら莓を摘みに
全編書き下ろし。文庫版には「五年後に」収録。
- 新潮社 ISBN 4-10-429902-2 2002年2月25日 カバー撮影：星野道夫
- 新潮文庫 ISBN 4-10-125336-6 2006年2月 カバー撮影：星野道夫

ぐるりのこと
初出「考える人」2002年夏号 - 2004年秋号。『沼地のある…』の裏で書き綴った『家守綺譚』と同じ位置づけで、本作にも『裏ぐるり』なる未発表作が存在する。
- 新潮社 ISBN 4-10-429904-9 2004年12月22日
- 新潮文庫 ISBN 4-10-125338-2 2007年7月

水辺にて on the water / off the water
カバー撮影：星野道夫 ブックデザイン：鈴木成一デザイン室
初出「webちくま」2005年9月 - 2006年2月
「隠国の水1・2」「一羽で、ただただじっとしていること」は書き下ろし。
- 筑摩書房 ISBN 4-480-81482-5 2006年11月
- ちくま文庫 ISBN 4-480-42772-4 2010年10月

渡りの足跡
- 新潮社 ISBN 978-4-10-429906-5 2010年4月
- 新潮文庫 ISBN 4-10-125340-4 2013年3月

不思議な羅針盤
- 文化出版局 ISBN 978-4-579-30434-9 2010年12月
- 新潮文庫 ISBN 4-10-125341-2 2015年10月

エストニア紀行―森の苔・庭の木漏れ日・海の葦―
- 新潮社 ISBN 978-4-10-429907-2 2012年9月
- 新潮文庫 ISBN 4-10-125342-0 2016年6月

鳥と雲と薬草袋
- 新潮社 ISBN 978-4-10-429908-9 2013年3月

やがて満ちてくる光の
- 新潮社 ISBN 978-4-10-429912-6 2019年7月

風と双眼鏡、膝掛け毛布
- 筑摩書房 ISBN 978-4-480-80493-8 2020年3月

ほんとうのリーダーのみつけかた
- 岩波書店 ISBN 978-4-00-061415-3 2020年7月

炉辺の風おと
- 毎日新聞出版 ISBN 978-4-620-32650-4 2020年9月

### その他
- 『『秘密の花園』ノート』岩波書店 2010年

### 翻訳
- G・B・マシューズ『哲学と子ども 子どもとの対話から』倉光修共訳 新曜社 1997年
- クレア・キップス『ある小さなスズメの記録　人を慰め、愛し、叱った、誇り高きクラレンスの生涯』文藝春秋 2010年、文春文庫 2015年

## 関連事項
- 今江祥智、尾崎秀樹、河合隼雄、阪田寛夫ら編集の雑誌『飛ぶ教室 48号 - 53号』（光村図書、1993年 - 1995年）に短編を寄稿している。
- 産経新聞1999年8月24日付「子どもに贈るショート・ショート」に『ムシに遭ってムシしなかった話』を寄稿。400字詰め原稿用紙3枚内で大人でも楽しめるというテーマで、様々な作家が執筆したものの中の1つである。『ファンタジーの宝石箱 第2巻 夜の翼』（2004年9月16日、全日出版）に収録。
- 『子どもに読んでほしい84冊』（東京新聞編集局編、2004年9月）では、桜井信夫『ハテルマシキナ よみがえりの島・波照間 少年長編叙事詩』、ドラ・ド・ヨング『あらしの前』、フィリッパ ピアス 『幽霊を見た10の話』を挙げている。
- 『文豪ナビ 芥川龍之介』（新潮文庫、2004年11月1日）では「命がけの実験」と題して独自の芥川論を述べている。
- 2006年夏の「新潮文庫の100冊フェア」では他作品をセットで薦めるチラシが作成され、『西の魔女が死んだ』封入分には湯本香樹実『夏の庭』といしいしんじ『ぶらんこのり』が掲載された。
- 『家守綺譚』続編に関しては、『梨木香歩「家守綺譚」を朗読する』（ジュンク堂書店池袋本店、2006年10月12日）で「オオアマナ」が朗読されている。加えて『yomyom vol.1』（新潮社、2006年11月）では「クスノキ」他4編が発表となった。
- 『小説トリッパー』で連載の『f植物園の巣穴』は、梨木の中では『家守綺譚』の延長に位置づけられている。
- 主人公は女性が多く、実際書きやすいがこだわりは無いらしい（『家守綺譚』が男性なのは、綿貫の性格は女性では表現しにくかったため）。しかし、多様化されている世界を描くには女性や子供の目線でなければ難しいとも話す。
- 現代の競争社会から外れたところにあるものを描きたいという思いから、一番である「金」ではない「銀」を度々作中に登場させている（銀じいさんや銀龍草など）。
- 梨木は自らのカヤックを「ボイジャー号」と称しており、Arfeq（アルフェック）社のボイジャーシリーズの中の1つと思われる。またカヤックに関心を持ったきっかけの1つとしてアーサー・ランサムを挙げている。
- 自身の露出は作品のイメージが固定されるのを避けるため控えめだが、『沼地のある森を抜けて』の刊行に際しては「今回は限界まで書き尽くした感があり特別に」と話している。
- 小説家でなければお惣菜屋になりたいとも話す。言葉のような曖昧さがなく、自分のつくるものが直接誰かの血肉になる所が魅力であるという。